# 280652 Aimaku
280652 Aimaku è un asteroide della fascia principale. Scoperto nel 2005, presenta un'orbita caratterizzata da un semiasse maggiore pari a 1,9477851 UA e da un'eccentricità di 0,0854606, inclinata di 23,78245° rispetto all'eclittica.